# Bitwa pod Tippecanoe
Bitwa pod Tippecanoe, zwanym także Miastem Proroka (ang. Prophetstown) – starcie zbrojne, które miało miejsce w dniach 7–8 listopada 1811 na terytorium Indiany w trakcie Powstania Tecumseha. Powstanie to i negocjacje z nim związane, m.in. Traktat z Greenville, miały miejsce w granicach dzisiejszych stanów Ohio i Indiana.
Bitwa zakończyła się zwycięstwem wojsk amerykańskich pod wodzą późniejszego prezydenta Stanów Zjednoczonych Williama Henry'ego Harrisona, które pokonały skonfederowanych Indian Tecumseha. Sama bitwa odbyła się w okolicy Miasta Proroka, głównego obozu Indian Tecumseha (dzisiejsza miejscowość Battle Ground w stanie Indiana, w hrabstwie Tippecanoe), w pobliżu ujścia rzeki Tippecanoe do rzeki Wabash.
Do starcia doszło podczas nieobecności Tecumseha, który wyruszył w poszukiwaniu sojuszników. W tym czasie siłami indiańskimi dowodził Tenskwatawa, jego brat i wielki prorok. Bezpośrednią komendę nad ponad 500 wojownikami objął Biały Nur z plemienia Szaunisów. Amerykanie wykorzystali nieobecność Tecumseha, zamierzając zadać decydujący cios w centrum indiańskiego sojuszu.

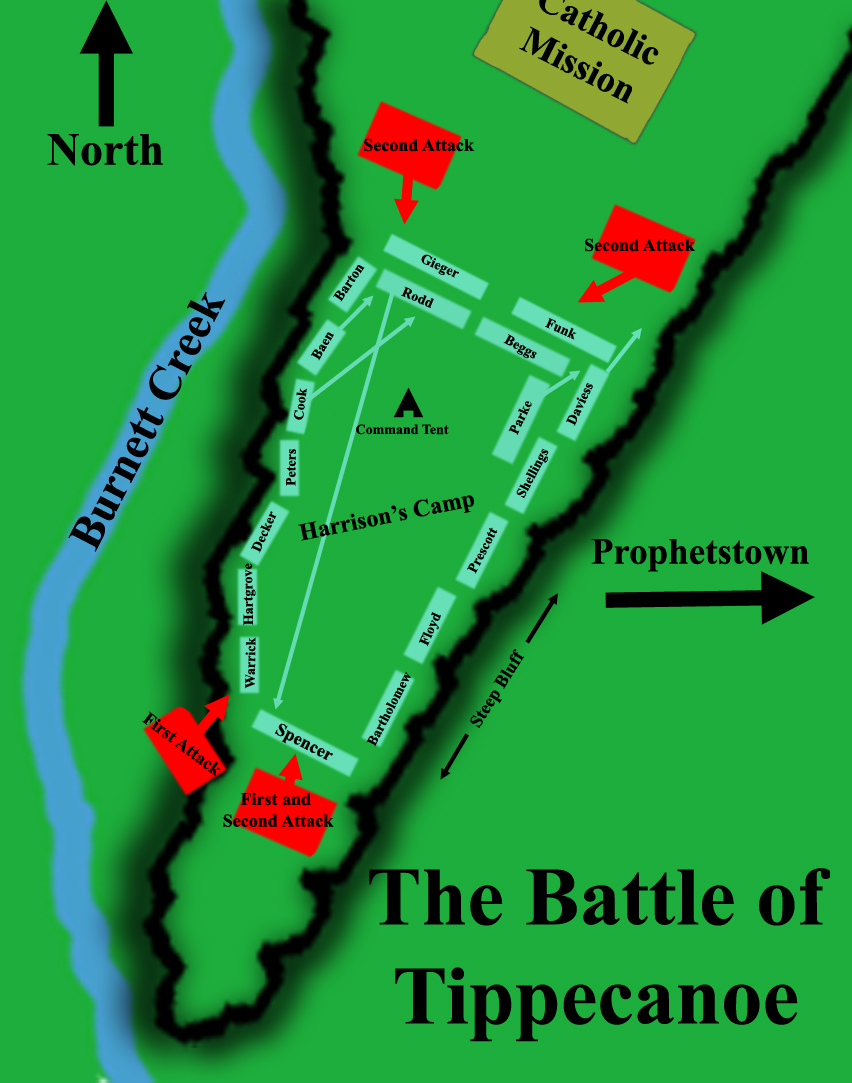
Plan pola bitwy

6 listopada 1811 roku siły amerykańskie w liczbie około 1000 regularnych żołnierzy oraz milicji lokalnej pod dowództwem Harrisona dotarły w okolice Tippecanoe. Do nadchodzących żołnierzy podjechał wówczas konno jeden z handlarzy indiańskich, prosząc ich o zawieszenie broni na okres jednego dnia w celu przygotowania spotkania pomiędzy obiema stronami.
Indianie, wysłuchawszy przepowiedni Tenskwatawy, który twierdził, że kule białych nie zrobią im krzywdy, przypuścili atak na obóz amerykański tuż przed świtem 7 listopada. Amerykanie odparli jednak skutecznie kilka kolejnych ataków.
Następnego dnia, 8 listopada 1811, Harrison wysłał niewielki oddział żołnierzy na zwiady do Tippecanoe. Różne źródła rozmaicie opisują to wydarzenie. Żołnierze twierdzili, że zastali miasto całkowicie opuszczone. Inne źródła donosiły o masakrze kobiet i dzieci. Na wszelki wypadek Harrison kazał spalić miasto i zniszczyć zapasy żywności Indian, po czym wrócił ze swoim oddziałem na pozycje wyjściowe. Straty obu stron w walce były raczej niewielkie – Amerykanie stracili 68 zabitych i 120 rannych,
Indianie odpowiednio ok. 50 zabitych i ponad 70 rannych.

## Odwołania w kulturze
Longin Jan Okoń w swojej książce przygodowej Tecumseh przedstawił inny obraz bitwy. Według niego prorok Tenskwatawa pozwolił wojownikom pić przysłany przez Amerykanów alkohol, co spowodowało, że podczas bitwy o Miasto Proroka (w książce to Amerykanie szturmowali) do walki była zdolna jedynie część wojowników indiańskich, co było główną przyczyną klęski.